# Eoophyla grandifuscalis
Eoophyla grandifuscalis is een vlinder uit de familie grasmotten (Crambidae), uit de onderfamilie van de Acentropinae. De wetenschappelijke naam van deze soort is voor het eerst gepubliceerd in 2012 door David John Lawrence Agassiz.
De soort komt voor in Nigeria en Kameroen.